# یوگنی کیریلوف
یِوگِنی کیریلوف (انگلیسی: Evgeny Kirillov؛ زاده ۱۴ ژوئیهٔ ۱۹۸۷) یک تنیس‌باز اهل روسیه است.